# Левк
Левк (др.-греч. Λεῦκος) — персонаж древнегреческой мифологии, сын Талоса. Приемный сын Идоменея. Управлял царством в отсутствие Идоменея, который участвовал в Троянской войне. Стал любовником Меды, жены Идоменея. Затем Навплий убедил его убить Меду, её детей Ификла, Лика и её дочь и невесту Левка Клисиферу (Клиситиру). Отделив себе 10 городов из 100 городов Крита, Левк стал тираном на Крите. После Троянской войны он изгнал Идоменея, высадившегося на Крите.